# Balla (Irland)
Balla (ausgesprochen Bal; irisch Balla, ['balə], wörtl. „Mauer“, aber vermutlich von lat.: balneum, „Bad“) ist eine Ortschaft im County Mayo in Irland. Sie liegt an der Straße N60 zwischen Castlebar und Claremorris und hat 860 Einwohner (2022).

## Geschichte
Der Ort ist für seinen Rundturm bekannt. In früheren Zeiten war der Ort ein wichtiger Handelsplatz. Heute hat er diese Bedeutung weitgehend verloren, auch wegen des 1963 geschlossenen Bahnhofs. Dagegen steigt die Bedeutung als Wohnort für die in Castlebar arbeitende Bevölkerung.
In früherer Zeit war der Ort unter dem Namen Ros Dairbhreach bekannt, was so viel wie Anhöhe des Eichenwaldes bedeutet. Die Bedeutung der Eiche für den Ort spiegelt sich auch in dem Projekt Dawn Oak 2000 wider, in dem ein neuer Eichenwald im Stadtpark angelegt wurde.
Der Gründer des Klosters war wahrscheinlich der Mönch Mo Chua um 500. Die Tradition berichtet, dass der heilige Patrick selbst einst im Ort gewohnt hat.

## Einwohnerentwicklung
Die Bevölkerungsanzahl hat sich in den letzten 30 Jahren nahezu verdreifacht.
| 1991 | 1996 | 2002 | 2006 | 2011 | 2016 | 2022 |
| ---- | ---- | ---- | ---- | ---- | ---- | ---- |
| 337  | 316  | 443  | 586  | 671  | 769  | 860  |

## Verkehr
Der Bahnhof des Ortes wurde am 17. Dezember 1862 eröffnet. Am 17. Juni 1963 wurde er jedoch für den Personenverkehr und am 2. Dezember 1974 komplett geschlossen.  Die Wirtschaft basiert hauptsächlich auf dem Handel, der sich aus dem Verkehr der 7000 täglich durch den Ort kommenden Fahrzeuge ergibt. Eine Umgehungsstraße um den Ort wird seit vielen Jahren geplant.